# Kokubunji (Tokio)
Kokubunji (国分寺市 Kokubunji-shi?) es una ciudad ubicada en el centro-norte de Tokio Occidental, la parte occidental de la Metrópolis de Tokio, Japón. 
Según datos del 2010, la ciudad tiene una población estimada de 116.039 habitantes y una densidad de 8.980 personas por km². El área total es de 12,92 km².
La ciudad fue fundada el 3 de noviembre de 1964, luego de que fuese creada como villa  en 1889 y promovida a pueblo en 1940. Es una de las ciudades que conforma la zona de Tokio Occidental.
Su relieve es plano, dominado por la planicie de Musashino.
Las sedes centrales de las compañías de animación Tatsunoko, XEBEC y Production I.G se ubican en Kokubunji.
Su nombre se refiere a que en el lugar se ubicaba el principal templo budista (kokubunji) de la provincia de Musashi, decretado en 741 por el Emperador Shōmu.

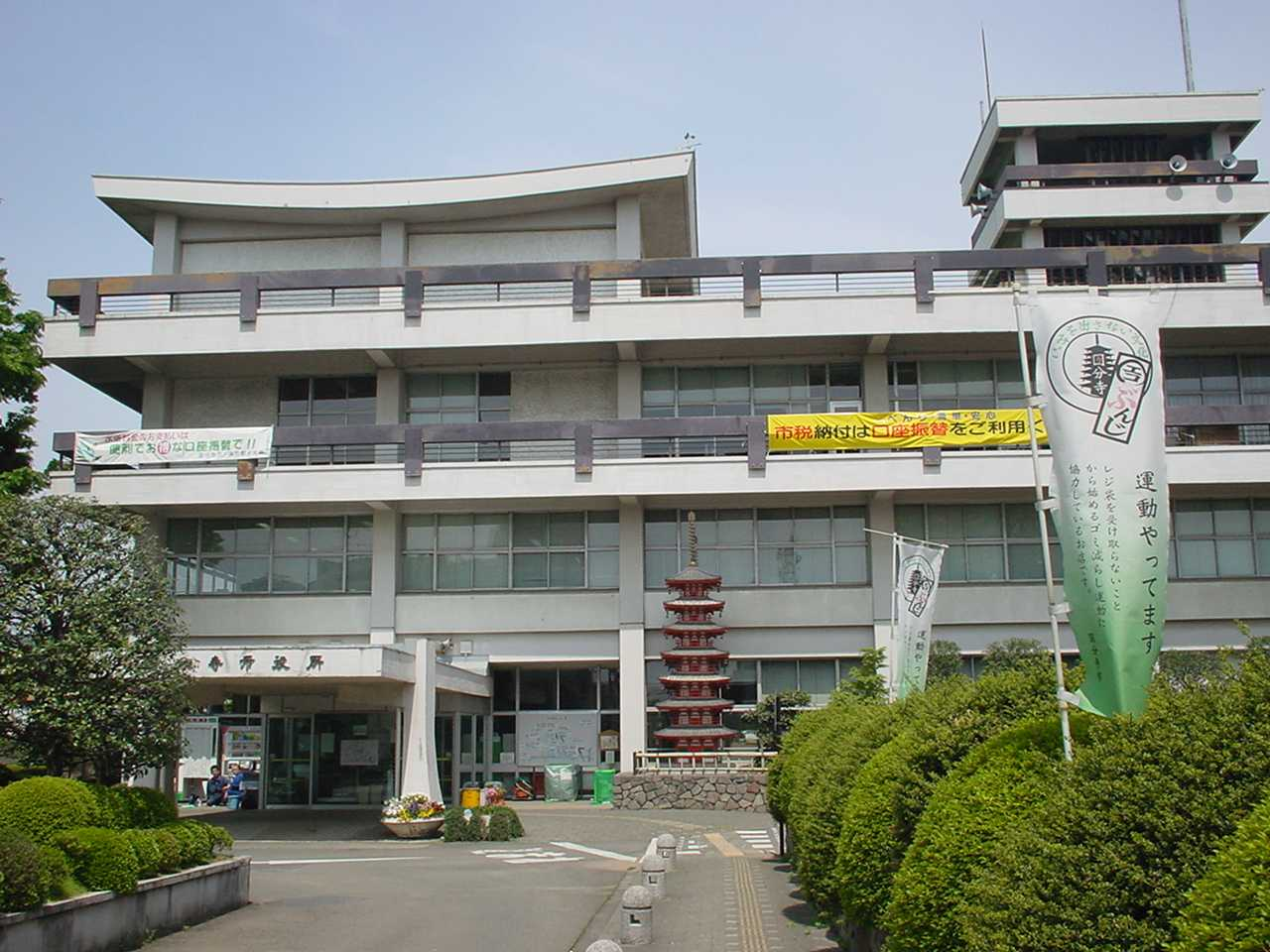
Concejo municipal de Kokubunji

## Ciudades hermanadas
- Sado, prefectura de Niigata, Japón
- Marion, Australia

## Sitios de interés
- Sitio arqueológico de Musashi-Kokubunji
- Tonogayato Teien
- Parque Musashi-Kokubunji